# Vilachá
Vilachá és una parròquia consagrada a Sant Pere pertanyent al municipi de Becerreá, província de Lugo.

## Demografia
Segons el padró municipal de 2004 la parròquia de Vilachá tenia 85 habitants (47 homes i 38 dones), distribuïts en 7 entitats de població (o lugares), el que pressuposà una disminució en relació al padró de l'any 1999 quan hi havia 106 habitants. Segons l'IGE, el 2014 la seva població va caure fins als 57 habitants (33 homes i 24 dones).

## Etimologia
Vilachá significa literalment vila-plana, topònim que fa referència a l'orografia aplanada del relleu on se situa aquesta parròquia.

## Llocs de Vilachá
- Bustelo
- Cantiz
- Monel
- A Muñeiz
- Pumarín de Abaixo
- Vilachá
- Vilar de Cancelada